# Guny
Guny ist eine französische Gemeinde mit 363 Einwohnern (Stand: 1. Januar 2022) im Département Aisne in der Region Hauts-de-France (vor 2016: Picardie); sie gehört zum Arrondissement Laon und zum Kanton Vic-sur-Aisne.

## Geografie
Die Gemeinde Guny liegt an der Ailette und am parallel verlaufenden Oise-Aisne-Kanal, 18 Kilometer nördlich von Soissons. Nachbargemeinden von Guny sind Champs im Norden und Nordosten, Pont-Saint-Mard im Osten und Südosten, Épagny im Südwesten sowie Trosly-Loire im Westen.

## Geschichte
Im Jahr 858 wurde das Dorf von Karl dem Kahlen an die Abtei Notre-Dame de Soissons abgetreten.
Im Ersten Weltkrieg wurde Guny während der Schlacht an der Ailette vom 27. August bis 28. September 1918 verwüstet. Die dabei stark beschädigte Kirche Saint-Georges wurde 1923 restauriert.
Während des Zweiten Weltkriegs waren Guny und seine Umgebung 1940 erneut Schauplatz von Kampfhandlungen an der Ailette.

### Bevölkerungsentwicklung
| Jahr                       | 1962 | 1968 | 1975 | 1982 | 1990 | 1999 | 2010 | 2022 |
| Einwohner                  | 580  | 562  | 594  | 549  | 508  | 447  | 446  | 363  |
| Quellen: Cassini und INSEE |      |      |      |      |      |      |      |      |

## Sehenswürdigkeiten
- Kirche Saint-Georges,  Monument historique seit 1919

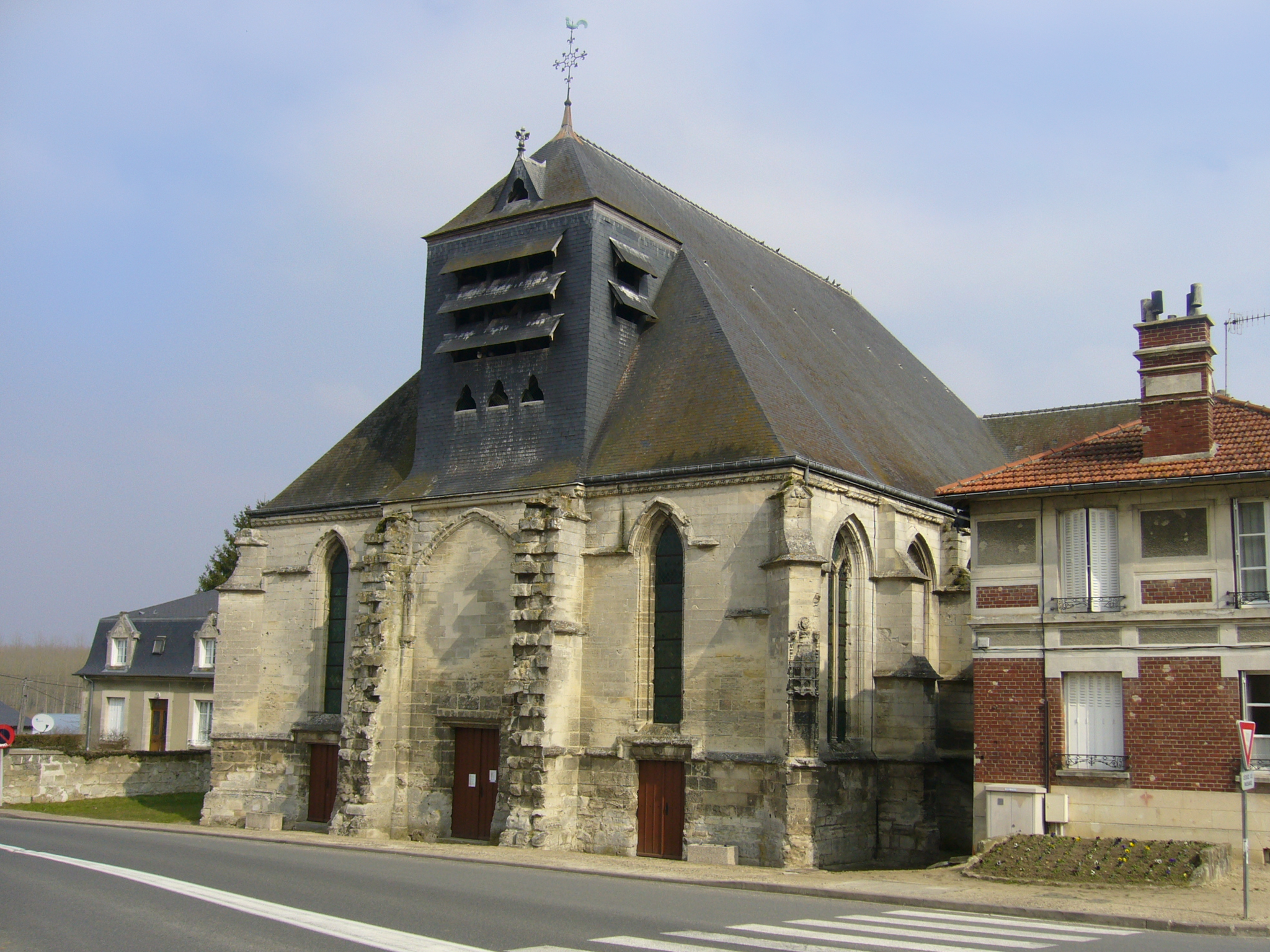
Kirche Saint-Georges